# Bisbat de Parral
El bisbat de Parral (castellà: Diócesis de Parra, llatí: Dioecesis Parralensis) és una seu de l'Església Catòlica a Mèxic, sufragània de l'arquebisbat de Chihuahua, i que pertany a la regió eclesiàstica Norte. Al 2013 tenia 372.345 batejats sobre una població de 414.195 habitants. Actualment està regida pel bisbe Eduardo Carmona Ortega, C.O.R.C.

## Territori
La diòcesi comprèn part de l'estat mexicà de Chihuahua.
La seu episcopal és la ciutat d'Hidalgo del Parral, on es troba la catedral de Sant Josep.
El territori s'estén sobre 43.674 km², i està dividit en 20 parròquies.

## Història
La diòcesi va ser erigida el l'11 de maig de 1992 mitjançant la butlla Qui de Ecclesiis del Papa Joan Pau II, prenent el territori dels bisbats de l'arquebisbat de Chihuahua i del vicariat apostòlic de Tarahumara (avui diòcesi).

## Cronologia episcopal
- José Andrés Corral Arredondo † (11 de juliol de 1992 - 24 de desembre de 2011 mort)
- Eduardo Carmona Ortega, C.O.R.C., des del 27 de juny de 2012

## Estadístiques
A finals del 2013, la diòcesi tenia 372.345 batejats sobre una població de 414.195 persones, equivalent al 89,9% del total.
| any  | població | població | població | sacerdots | sacerdots       | sacerdots       | sacerdots             | diaques | religiosos | religiosos | parròquies |
| ---- | -------- | -------- | -------- | --------- | --------------- | --------------- | --------------------- | ------- | ---------- | ---------- | ---------- |
| any  | batejats | total    | %        | total     | clergat secular | clergat regular | batejats por sacerdot | diaques | homes      | dones      |            |
| 1999 | 481.042  | 531.244  | 90,6     | 28        | 20              | 8               | 17.180                | 11      | 11         | 61         | 17         |
| 2000 | 492.710  | 536.556  | 91,8     | 39        | 23              | 16              | 12.633                | 12      | 19         | 68         | 17         |
| 2001 | 497.638  | 541.922  | 91,8     | 51        | 39              | 12              | 9.757                 | 12      | 16         | 68         | 17         |
| 2002 | 522.200  | 596.115  | 87,6     | 43        | 34              | 9               | 12.144                |         | 12         | 71         | 17         |
| 2003 | 515.790  | 541.579  | 95,2     | 34        | 26              | 8               | 15.170                | 15      | 12         | 71         | 17         |
| 2013 | 372.345  | 414.195  | 89,9     | 53        | 40              | 13              | 7.025                 | 10      | 13         | 56         | 20         |